# Museu da Aviação de Busca e Salvamento
O Museu da Aviação de Busca e Salvamento é um museu brasileiro que está localizado na cidade de Campo Grande, no Mato Grosso do Sul.Foi criado em  1991. Está localizado na Base Aérea de Campo Grande, ao lado do Aeroporto Internacional de Campo Grande.
Em seu acervo estão imagens e instrumentos sobre o esquadrão de busca e suas operações, como a "Operação de Cumbica", entre outras. Atualmente encontra-se fechado para reforma.